# 썸머 85
《썸머 85》(프랑스어: Été 85)는 2020년 공개된 프랑스-벨기에 합작 드라마 영화이다. 에이든 체임버스의 영어덜트 소설 《내 무덤에서 춤을 추어라》(Dance on My Grave)를 바탕으로 각색한 영화로, 프랑수아 오종 감독이 각본을 쓰고 연출했다.

## 출연
- 펠릭스 르페브르 - 알렉시 로뱅
- 뱅자맹 부아쟁 - 다비드 고르망
- 필리핀 벨주 - 케이트
- 발레리아 브루니 테데스키 - 다비드의 엄마
- 멜빌 푸포 - 르페르 선생
- 이자벨 낭티 - 알렉시의 엄마
- 로랑 페르난데스 - 알렉시의 아빠
- 오로르 브루탱 - 교사
- 브뤼노 로셰 - 베르나르
- 요안 지머 - 뤽
- 앙투안 시모니 - 크리스

## 제작과 공개
주요 촬영은 2019년 5월에 시작되었다.
본래 2020년 5월 칸 영화제에서 초연될 예정이였으나 코로나19 범유행으로 취소되었다. 이후 2020년 7월 14일 프랑스에서 개봉되었다.